# Passolanciano-Maielletta
Passo Lanciano-Maielletta est un domaine skiable situé en Italie, dans les Abruzzes. Cette station de ski se trouve dans l'Apennin central, dans le massif de Maiella, dans le parc national de Maiella, sur le territoire des communes de Pretoro et Pennapiedimonte, dans la province de Chieti.

## Sommet
Le sommet de la zone est connu sous le nom de Cima blockhaus (2 145 mètres). La route permettant l'accès à ce sommet est empruntée pour des courses cyclistes, notamment le Giro.

### Giro
Le Giro  y est passé à sept reprises.
| Année | Étape | Départ                             | km  | Vainqueur d'étape  | Maillot rose       |
| ----- | ----- | ---------------------------------- | --- | ------------------ | ------------------ |
| 1967  | 12ª   | Caserte                            | 220 | Eddy Merckx        | José Pérez Francés |
| 1968  | 21ª   | Rocca di Cambio                    | 198 | Franco Bitossi     | Eddy Merckx        |
| 1972  | 4ª    | Francavilla al Mare                | 48  | José Manuel Fuente | José Manuel Fuente |
| 1984  | 5ª    | Numana                             | 225 | Moreno Argentin    | Francesco Moser    |
| 2006  | 8ª    | Civitanova Marche > Passolanciano  | 171 | Ivan Basso         | Ivan Basso         |
| 2009  | 17ª   | Chieti > Maielletta                | 83  | Franco Pellizotti  | Denis Menchov      |
| 2017  | 9ª    | Montenero di Bisaccia > Maielletta | 139 | Nairo Quintana     | Nairo Quintana     |